# Ögmundsson
Ögmundsson ist ein männlicher isländischer Name.

## Herkunft und Bedeutung
Der Name ist ein Patronym und bedeutet Ögmundurs Sohn. Die weibliche Entsprechung ist Ögmundsdóttir (Ögmundurs Tochter).

## Namensträger
- Ágúst Ögmundsson (* 1946), isländischer Handballspieler
- Jón Ögmundsson (1052–1121), isländischer Bischof